# Thalassoma cupido
 Thalassoma cupido és una espècie de peix de la família dels làbrids i de l'ordre dels perciformes. Va ser descrit el 1845 per C.J. Temminck & H. Schlegel.

## Morfologia
Els adults poden assolir els 20 cm de longitud total.

## Distribució geogràfica
Es troba des del Japó fins a Taiwan.